# News of the World
News of the World – niedzielne wydanie brytyjskiego tabloidu „The Sun” wydawane w latach 1843–2011 w Londynie; w 1969 tytuł został przejęty przez koncern News Ltd. kontrolowany przez Ruperta Murdocha; po aferze podsłuchowej (2006) tygodnik został zamknięty; wyroki sądowe w sprawie podsłuchów zapadły w 2014.
Gazetę założył John Browne Bell, właściciel wydawnictwa Bell as J B Bell & Co, wydawca tygodników National Register i Bell’s New Weekly Messenger. Pierwszy numer The News of the World ukazał się w Londynie. Gazeta wydawania była w różne dni tygodnia i skupiała się na plotkach. W 1852 roku docierał już do całej Anglii, a nakład przekroczył 60 tysięcy egzemplarzy. Już w 1900 roku nakład przekroczył milion egzemplarzy.
„News of the Worl, również jako tygodnik. d” był najlepiej sprzedającym się angielskojęzycznym tytułem na świecie, a jego nakład wynosił ponad 3 mln egzemplarzy i był drugim w Europie po niemieckim „Bildzie”. Tygodnik zajmował się tematyką popularną, celował zwłaszcza w plotkach z życia sławnych osób i opisach skandali seksualnych, zyskując przydomek Screws of the World.

## Afera podsłuchowa
Afera wybuchła w 2006 roku, kiedy okazało się, iż gazeta pozyskuje informacje, włamując się do telefonów komórkowych prywatnych osób oraz kupując informacje od policjantów. Łapówki wręczane policjantom za informacje miały sięgać 100 000 funtów. Włamywano się nie tylko do telefonów celebrytów, ale również rodziców nastoletnich ofiar morderstw. Ocenia się, że poszkodowanych jest ok. 7000 ofiar, m.in. Boris Johnson, premier Wielkiej Brytanii i były burmistrz Londynu, David Blunkett, minister w rządzie Tony’ego Blaira oraz piłkarz Paul Gascoigne. Podejrzewa się również, że zatrudnieni przez gazetę detektywi podsłuchiwali rodziny żołnierzy poległych w Afganistanie. W związku z aferą zostali aresztowani byli redaktorzy naczelni Andy Coulson i Rebekah Brooks.